# آندره برتو
آندره برتو (انگلیسی: Andre Berto؛ زادهٔ ۷ سپتامبر ۱۹۸۳) بوکسور اهل ایالات متحده آمریکا است.